# Гагарин, Семён Иванович (воевода)
Князь Семён Иванович Гагарин — голова, московский дворянин и воевода во времена правления Ивана IV Васильевича Грозного.
Из княжеского рода Гагарины. Старший сын князя Ивана Михайловича Гагарина. Имел братьев князей Василия, Ивана и Андрея Ивановичей, новгородских помещиков.

## Биография
Впервые показан сыном боярским, когда служил в 1550-х годах в Дмитрове родному брату великого князя Ивана Грозного — князю Юрию Ивановичу. В марте 1545 года третий воевода полка левой руки в Казанском походе по Оке. В 1546 году годовал воеводой в Новосиле. В 1549 году голова при снаряде (артиллерии) на сборе войск в Переславле в Казанском походе при боярине Василий Михайловиче Юрьеве в войске князя Дмитрия Андреевича Куракина. В 1551 году записан в третью статью московского дворянства сто семьдесят девятым. В 1555 году второй, а в 1556 году четвёртый воевода в Свияжске и велено ему оттуда идти в поход для усмирения черемисов.

## Семья
От брака с неизвестной имел детей:
- Князь Гагарин Иван Семёнович.
- Князь Гагарин Фёдор Семёнович.
- Князь Гагарин Семён Семёнович Ветчина — воевода.